# 女の警察 国際線待合室
『女の警察 国際線待合室』（おんなのけいさつ こくさいせんまちあいしつ）は、1970年2月7日に公開された日本映画である。製作・配給は日活。監督は丹野雄二。主演は小林旭。

## 概要
ネオン警察シリーズの第3弾。
篝が一流のホステスに育て上げた女が行方不明になった。その後、彼女がシンガポールの風俗街で薬物中毒になったのを見つけた商社マンの滝島は彼女を助け…。

## キャスト
- 篝正秋：小林旭
- 美奈：青江三奈
- 三郎：岡崎二朗
- 矢代夕子：戸部夕子
- 伏川：川口恒
- 丸目：由利徹
- 麻紀：カルーセル麻紀
- 理恵：牧紀子
- 玉村栄子：渋沢詩子
- 小森佐和子：左時枝
- 藤川：天王寺虎之助
- かなみ：明星雅子
- リタ：久万里由香
- ルミ：大堀早苗
- 小森明子：大門節恵
- 田淵：加賀邦男
- 根本：梅野泰靖
- 「ミーナ」の客（テレビ局ディレクター）：天坊準
- 三島：武藤章生
- 野田：柳瀬志郎
- 北村：弘松三郎
- ブラウン：マイク・ダニーン
- 根本の子分：青木富夫
- 佐和子の主治医：小柴尋詩
- バー「りえ」のマネージャー：島村謙次
- 帝国物産重役：紀原土耕
- 外務省職員：平塚仁郎
- 鈴木光子：高樹蓉子
- 料亭「春草」の女将：高田栄子
- 宮沢尚子
- 洋装店の店員：中庸子
- 大谷木洋子
- 「ミーナ」のホステス：西城琴絵
- 小松原リエ
- 「ミーナ」のボーイ：光でんすけ
- かねまつ靴店店長：本目雅昭
- 小島克巳
- 高本一夫
- 司由香里
- 振付：漆沢政子
- 擬斗：渡井嘉久雄（渡井嘉久夫）
- 滝島：長門裕之

## スタッフ
- 監督：丹野雄二
- 脚本：中西隆三、佐藤道雄
- 企画：横山彌太郎
- 原作：梶山季之
- 音楽：小杉太一郎